# Rick Alan Ross
Rick Alan Ross (Cleveland, 24 novembre 1952) è un consulente in materia di gruppi religiosi, in particolare di quei gruppi da lui considerati controversi.
È diventato celebre per la sua attività come deprogrammatore - per cui è stato oggetto di vivaci polemiche - e per la sua collaborazione con l'FBI nel caso dei Davidiani di Waco.
È il fondatore del Rick A. Ross Institute, sul cui sito è contenuta un'ampia raccolta di materiale - articoli di stampa, documenti processuali e saggi - su migliaia di gruppi religiosi. Ha lavorato come "esperto di culti" in molti tribunali degli Stati Uniti e come analista per giornali e televisioni su argomenti correlati alle attività di gruppi controversi. Ha tenuto lezioni alla University of Pennsylvania, alla University of Chicago e alla University of Arizona. Scrive su un blog su CultNews.com.
Ha lavorato per il Cult Awareness Network nel caso Jason Scott, un giovane pentecostale che, per conto della famiglia, era stato rapito e sottoposto a violenze e pressioni psicologiche al fine di indurlo ad abbandonare la sua religione, considerata dalla madre "distruttiva", nociva per la salute psichica del figlio. Il caso giudiziario che ne seguì portò alla bancarotta dell'organizzazione.
A causa dei rischi legali associati all'attività di deprogrammazione, dal 2008 Ross si dedica esclusivamente a consulenze in favore di persone che esprimano l'intenzione di abbandonare un determinato gruppo religioso e che richiedano espressamente una consulenza per uscirne.